# Birtamod
Birtamod (Nepali बिर्तामोड Birtamod) ist eine Stadt (Munizipalität) im östlichen Terai Nepals an der Grenze zu Indien im Distrikt Jhapa.
Birtamod liegt 13 km nordwestlich der Distrikthauptstadt Bhadrapur an der Fernstraße Mahendra Rajmarg.
Die Stadt entstand 2014 durch Zusammenlegung der Village Development Committees Anarmani und Charpane.
Das Stadtgebiet umfasst 35,9 km².
Das Klima ist subtropisch; die Temperaturen bewegen sich im Schnitt zwischen 6° und 36°.

## Einwohner
Bei der Volkszählung 2011 hatten die VDCs, aus welchen die Stadt Birtamod entstand, 60.174 Einwohner (davon 29.390 männlich) in 14.393 Haushalten.

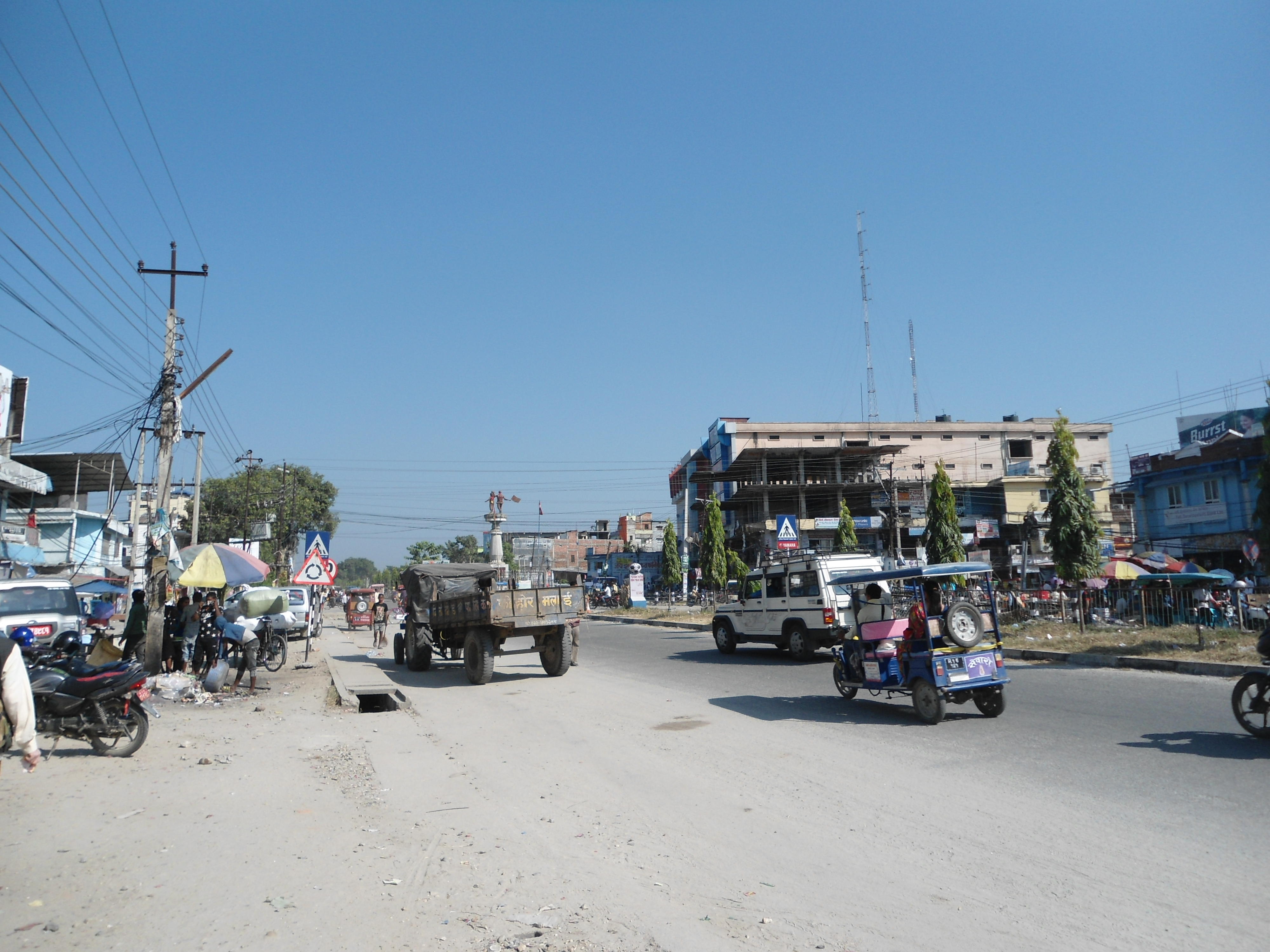
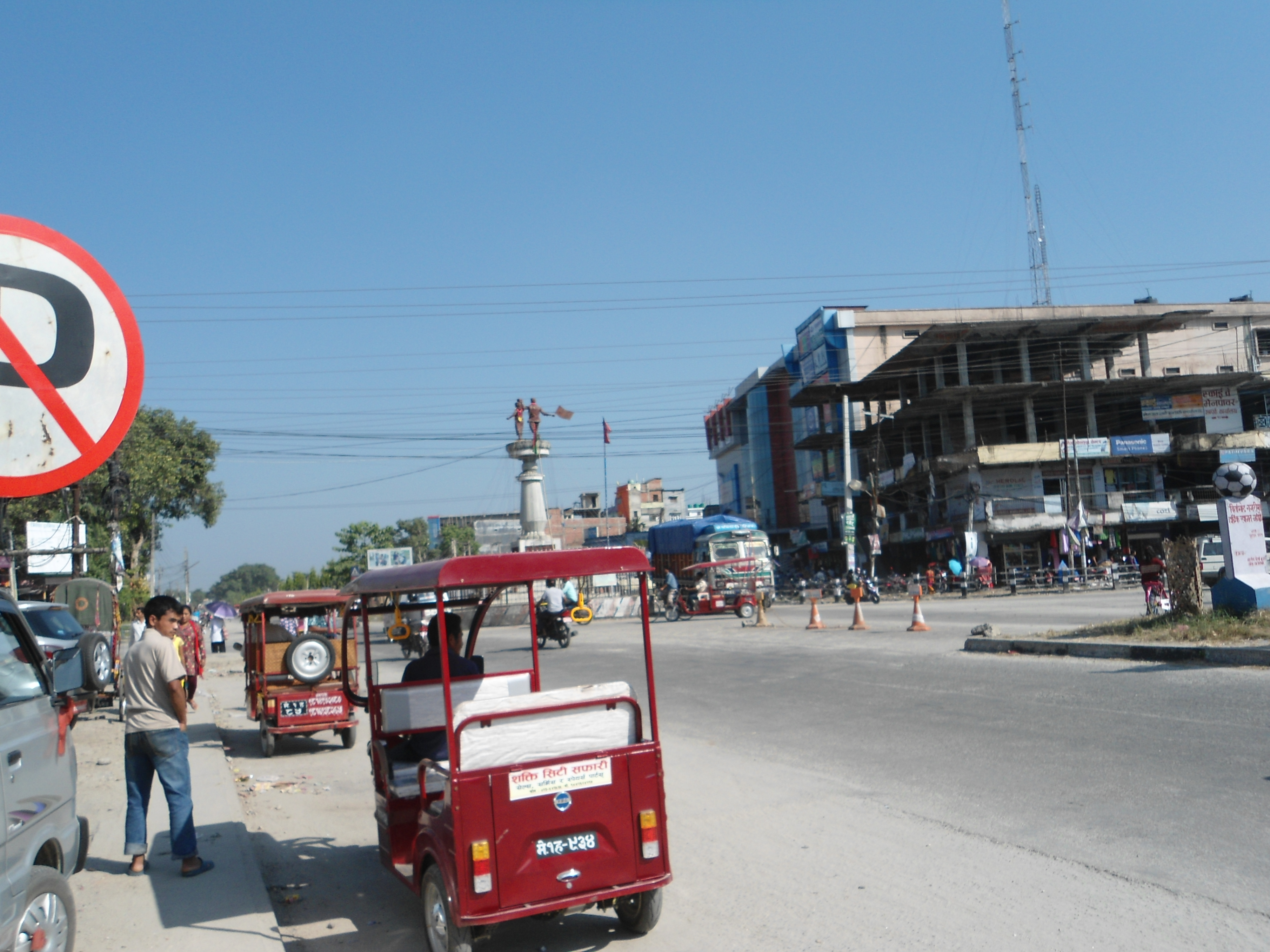
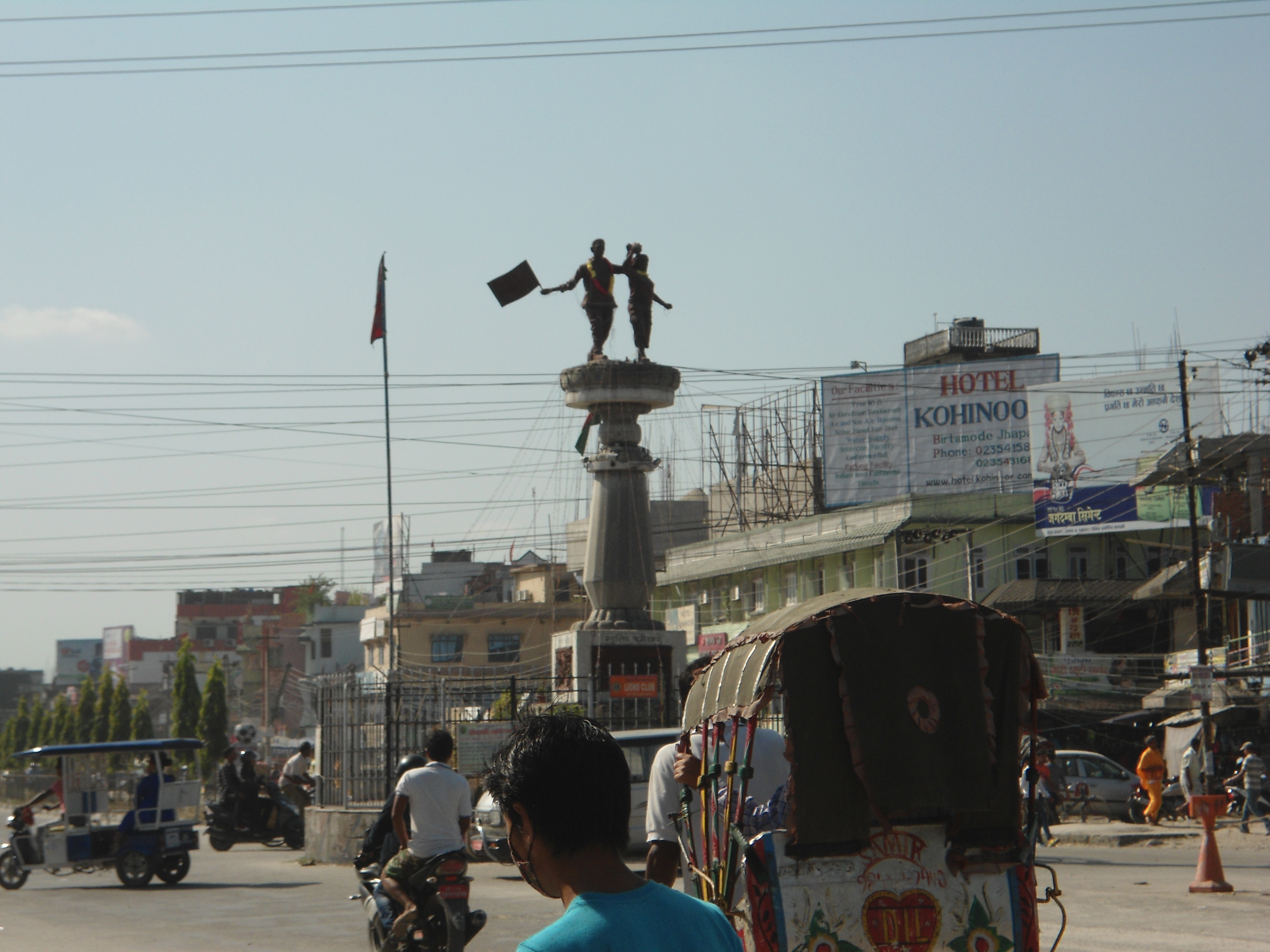
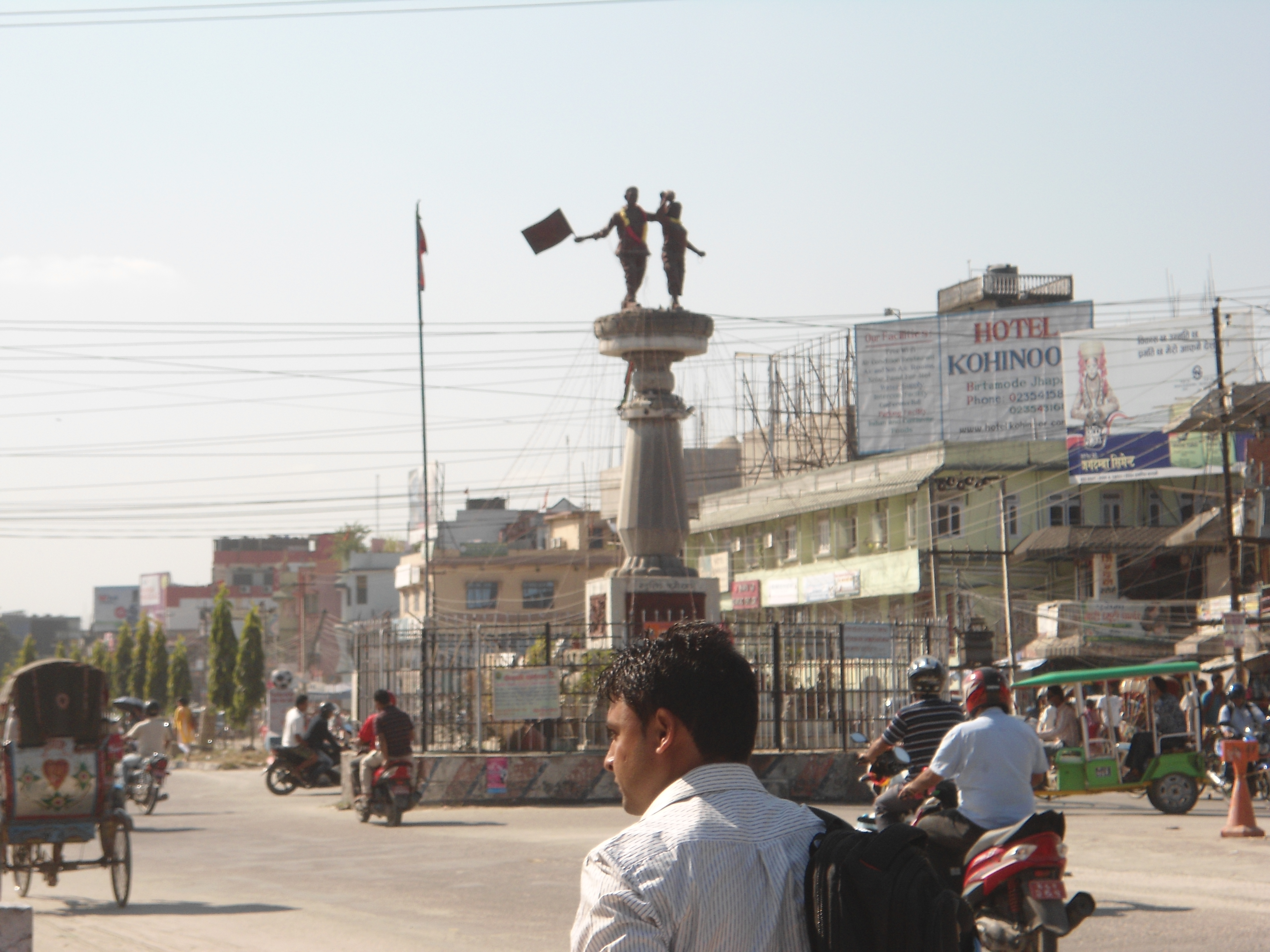